# 興山区
興山区（こうざん-く）は中華人民共和国黒竜江省鶴崗市に位置する市轄区。

## 歴史
1918年（民国7年）、興華煤鉱公司による石炭採掘が始まると、区域は「興華鉱山」、後に「興山」の略称が私用されることとなり、湯原県の管轄とされた。1927年（民国16年）、鉱山と蓮江口を結ぶ鉄道が完成すると貨物集積地として人口が増加、次第に都市が形成されていった。
1932年（大同元年）、満洲国が成立すると当初は「鉱山保」が、1938年（康徳5年）には「興山街」が成立、1939年（康徳6年）6月には鶴立県の管轄とされた。
1945年（民国34年）、日本の敗戦と満洲国の崩壊に伴い中華民国の施政権が回復したが、国共内戦の結果中国共産党の解放区として1945年（民国34年）12月に興山市が成立している（市中心部には現在と管轄区域の異なる興山区が設置）。1949年（民国38年）11月、興山市は廃止となり鶴崗市に編入、旧興山市には1954年に興山街道弁事処が設置されている。1958年11月、興山経済区、1960年12月10日に興山区と改称された。1966年8月31日、紅衛区と一時改称されたが、1980年4月24日に興山区の名称にもどされた。

## 行政区画
4街道を管轄：
- 街道弁事処：嶺北街道、嶺南街道、溝北街道、溝南街道

## 健康・医療・衛生
- 鶴崗市興山区人民医院